# 588
588 (DLXXXVIII) fue un año bisiesto comenzado en jueves del calendario juliano, en vigor en aquella fecha.

## Acontecimientos
- 31 de octubre: en Antioquía (Turquía) se registra un terremoto de 7 grados de la escala sismológica de Richter (I=9) que deja un saldo de 60 000 muertos.
- Los lombardos se convierten al cristianismo.

## Fallecimientos
- Aella, primer rey documentado de Deira.